# Raymond Espagnac
Pour les articles homonymes, voir Espagnac (homonymie).
Raymond Espagnac, né le 8 septembre 1925 à Grenoble et mort le 13 novembre 2003 à Grenoble, est un homme politique français. 

## Biographie
Raymond Espagnac travaille comme artisan.
Il se présente aux cantonales de 1979 dans le canton de Grenoble-1 où il est élu.
Il devient sénateur de l'Isère le 29 août 1981, à la suite du décès de Paul Mistral. Il siège avec le groupe socialiste au Sénat, où il est membre de la commission des affaires culturelles. Il se présente aux sénatoriales de 1983 mais il n'est pas élu et termine son mandat le 2 octobre 1983.

## Détail des fonctions et des mandats
Mandats locaux
- 1973 - 1979 : Conseiller général du canton de Grenoble-1
- 1979 - 1985 : Conseiller général du canton de Grenoble-1

Mandat parlementaire
- 29 août 1981 - 2 octobre 1983 : Sénateur de l'Isère